# Charles H. Parrish Sr.
Charles Henry Parrish Sr. (* 1841 in Lexington, Kentucky; † 1931 in Louisville) war ein US-amerikanischer Bürgerrechtler, Theologe und Präsident der Simmons-Universität.

## Leben
Noch in der Zeit der Sklaverei geboren, erregte der schwarze Theologe und Pastor der Baptistenkirche Aufsehen, als er 1892 einen Protest beim Gouverneur seines Heimatstaates gegen die Rassentrennung im Eisenbahnverkehr einlegte.
Später gründete er die Waisenhausgesellschaft für schwarze Kinder und stand von 1918 bis zu seinem Tode der „Simmons-Universität“, die später in der University of Louisville aufgehen sollte, vor. Als Ortsvorstand der schwarzen Bürgerrechtsbewegung galt er als fähiger Organisator, der auch einen Musterprozess gegen die Rassentrennung durchführte.
Sein Sohn Charles H. Parrish Jr. erhielt von ihm eine profunde Bildung und trat sowohl in wissenschaftlicher, hier allerdings als Soziologe, als auch in politischer Hinsicht in seine Fußspuren.